# Taurus T4
Taurus T4 este o pușcă de asalt produsă de Taurus Firearms⁠(d). A fost prezentată în cadrul expoziției SHOT Show⁠(d) în 2017.

## Descriere
Taurus T4 este o clonă a puștii de asalt M4 produsă integral în fabricile companiei din orașul São Leopoldo. Arma este disponibilă în trei versiuni cu două lungimi diferite ale țevii, toate fiind dotate cu un pat telescopic cu șase poziții și șină Picatinny⁠(d). T4 a fost construită special pentru armată și forțele de ordine.

## Utilizatori
- Brazilia: utilizată de unele forțe de ordine[3] și de armată.[4] Decretul din 2019 al președintelui Jair Bolsonaro a legalizat deținerea puștilor de asalt T4 de către cetățenii care respectă legea.[5]
- Filipine: armata filipineză⁠(d).[6]
- Senegal: armata senegaleză⁠(d).[7]
- Statele Unite ale Americii: 37 de puști de asalt T4 sunt utilizate de forțele de ordine ale orașului Bainbridge.[8]